# Tephritinae
Tephritinae zijn een onderfamilie van insecten uit de orde vliegen en muggen of tweevleugeligen (Diptera). Bij de onderfamilie zijn ruim 200 geslachten met circa 2000 soorten ingedeeld.